# Дрожджув
Дрожджув (пол. Drożdżów) — село в Польщі, у гміні Бліжин Скаржиського повіту Свентокшиського воєводства.
Населення — 139 осіб (2011).
У 1975-1998 роках село належало до Келецького воєводства.

## Демографія
Демографічна структура на день 31 березня 2011 року:
|          | Загалом | Допрацездатний вік | Працездатний вік | Постпрацездатний вік |
| -------- | ------- | ------------------ | ---------------- | -------------------- |
| Чоловіки | 66      | 14                 | 48               | 4                    |
| Жінки    | 73      | 18                 | 38               | 17                   |
| Разом    | 139     | 32                 | 86               | 21                   |